# Dubberman Denmark
Dubberman Denmark er et dansk synkroniserings selskab, med hovedsæde i København. Dubberman har desuden afdelinger i Norge, Sverige og Finland.

## Kunder
- Cartoon Network (Danmark)
- Danmarks Radio
- TV2